# エイミー・アッカー
エイミー・アッカー （Amy Louise Acker, 1976年12月5日 - ）は、アメリカ合衆国出身の女優。
主にテレビ女優として活動し、2001年からのテレビシリーズ『エンジェル』の配役で知名度を上げる。映画『ドラゴン・スレイヤー 炎の竜と氷の竜』では主演を務めた。

## 来歴
アメリカ合衆国の南部にあるテキサス州・ダラスにて生まれた。父親は弁護士、母親は主婦。2人の妹と1人の弟がいる。幼少よりバレエ、モダンダンス、ジャズダンスを習った。地元の高校を卒業後、南メソジスト大学に入学。しかるべき日にて演劇の学位を取得した。在学中は、J.クルーのカタログに登場するなどモデル業をこなした。
アッカーは、テレビシリーズ『エンジェル』において名が知られるようになった。2003年、『エンジェル』における一連の演技が認められて、サターン賞助演女優賞を受賞した。
主演級の作品に2008年『ドラゴン・スレイヤー 炎の竜と氷の竜』、2017年『ギフテッド 新世代X-MEN誕生』などがある。

## フィルモグラフィー

### 映画
| 年   | 邦題/原題                                                                                 | 役名                     | 備考       |
| ---- | ----------------------------------------------------------------------------------------- | ------------------------ | ---------- |
| 1999 | ダラスの冷たい夜 To Serve and Protect                                                     | メリッサ・ジョーゲンセン | テレビ映画 |
| 2002 | ザ・コンタクト Groom Lake                                                                 | ケイト                   |            |
| 2002 | キャッチ・ミー・イフ・ユー・キャン Catch Me If You Can                                    | ミギー                   |            |
| 2003 | バットマン&ロビン 生涯現役宣言! Return to the Batcave: The Misadventures of Adam and Burt | ボニー・リンジー         | テレビ映画 |
| 2008 | ドラゴン・スレイヤー 炎の竜と氷の竜 Fire and Ice: The Dragon Chronicles                   | ルイサ王女               | テレビ映画 |
| 2012 | キャビン The Cabin in the Woods                                                           | ウェンディ・リン         |            |

### テレビシリーズ
| 年          | 邦題/原題                                                    | 役名                                            | 備考                                                             |
| ----------- | ------------------------------------------------------------ | ----------------------------------------------- | ---------------------------------------------------------------- |
| 1998        | 夢見る小犬ウィッシュボーン Wishbone                          | キャサリン・モーランド                          | 1エピソード                                                      |
| 1999        | 夢見る小犬ウィッシュボーン Wishbone                          | プリシラ / 女神                                 | 2エピソード                                                      |
| 2001 - 2004 | エンジェル Angel                                             | ウィニフレッド・"フレッド"・バークル / イリリア | シーズン2: ゲスト シーズン3 - 5: メインキャスト 70エピソード     |
| 2005        | スーパーナチュラル Supernatural                              | アンドレア・バー                                | 1エピソード                                                      |
| 2005 - 2006 | エイリアス Alias                                             | ケリー・ペイトン                                | シーズン5: メインキャスト 13エピソード                           |
| 2006        | ママと恋に落ちるまで How I Met Your Mother                   | ペネロピ                                        | 1エピソード                                                      |
| 2007        | LAW & ORDER:犯罪心理捜査班 Law & Order: Criminal Intent      | レスリー・リザード                              | 1エピソード                                                      |
| 2007        | ゴースト 天国からのささやき Ghost Whisperer                  | テッサ                                          | 1エピソード                                                      |
| 2008        | ホームタウン 〜僕らの再会〜 October Road                     | ジェニー・ブリストル                            | 1エピソード                                                      |
| 2008        | プライベート・プラクティス 迷えるオトナたち Private Practice | モリー・マディソン                              | 1エピソード                                                      |
| 2009 - 2010 | ドールハウス Dollhouse                                       | クレア・"ウイスキー"・サンダース                | 14エピソード                                                     |
| 2010        | ヒューマン・ターゲット Human Target                          | キャサリン・ウォータース                        | 1エピソード                                                      |
| 2010        | グッド・ワイフ The Good Wife                                 | トリッシュ・アーキン                            | 1エピソード                                                      |
| 2010        | ハッピー・タウン/世界一幸せな狂気 Happy Town                 | レイチェル・コンロイ                            | メインキャスト 8エピソード                                       |
| 2010        | パワー・オブ・フォー 普通じゃない家族 No Ordinary Family     | アマンダ・グレイソン                            | 2エピソード                                                      |
| 2011, 2013  | CSI:科学捜査班 CSI: Crime Scene Investigation                | サンディ・コルファックス                        | 2エピソード                                                      |
| 2012        | GRIMM/グリム Grimm                                           | レナ・マルチェンコ                              | 1エピソード                                                      |
| 2012        | ワンス・アポン・ア・タイム Once Upon a Time                  | アストリッド / ノヴァ                           | 1エピソード                                                      |
| 2012        | ウェアハウス13 秘密の倉庫事件ファイル Warehouse 13           | トレイシー・ベリング                            | 1エピソード                                                      |
| 2012 - 2016 | PERSON of INTEREST 犯罪予知ユニット Person of Interest       | ルート / サマンサ・グローブス                   | シーズン1 - 2: ゲスト シーズン3 - 5: メインキャスト 65エピソード |
| 2014        | エージェント・オブ・シールド Agents of S.H.I.E.L.D.          | オードリー・ネイサン                            | 1エピソード                                                      |
| 2015        | SUITS/スーツ Suits                                           | エスター・エデルステイン                        | 1エピソード                                                      |
| 2016 - 2017 | MACGYVER/マクガイバー MacGyver                               | サラ・アドラー                                  | 2エピソード                                                      |
| 2017 - 2019 | ギフテッド 新世代X-MEN誕生 The Gifted                        | ケイトリン・ストラッカー                        | メインキャスト                                                   |